# Setge de Giarabub
El setge de Giarabub (ara Al-Jaghbub) a Líbia, va ser un enfrontament entre les forces de la Commonwealth i italianes, durant la campanya del Desert Occidental de la Segona Guerra Mundial. Arran de l'Operazione E, la invasió italiana d'Egipte per part del 10è Exèrcit italià (9-16 de setembre de 1940), l'Operació Compass (9-16 de desembre) per part de la Força del Desert Occidental (WDF), la Batalla de Sidi Barrani i la persecució de el 10è Exèrcit a Cirenaica (16 de desembre de 1940 - 9 de febrer de 1941) la posició italiana fortificada a l'oasi d'Al Jaghbub va ser assetjada per unitats de la 6a divisió australiana.
El 6è Regiment de Cavalleria Divisional d'Austràlia (6è ADCR) va començar el setge el desembre de 1940 i va aïllar l'oasi, deixant la guarnició italiana dependent de la Regia Aeronautica. El transport aeri va resultar insuficient i la fam va fer que moltes de les tropes reclutades localment desertessin. Després de ser reforçats pel 2/9 Batalló Australià i una bateria del 4t Royal Horse Artillery, els australians van atacar Giarabub el 17 de març de 1941 i la guarnició italiana es va rendir el 21 de març.

## Antecedents

### Giarabub

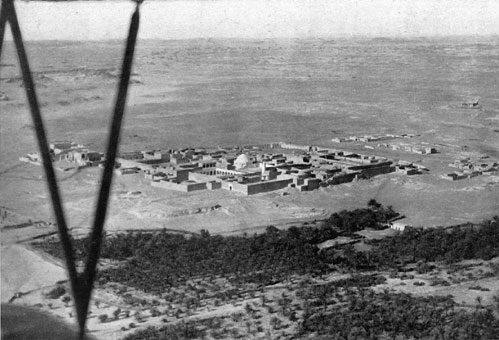
Fotografia italiana de l'oasi Giarabub el 1941

Giarabub és un oasi al desert de Líbia, a 320 km al sud de Bardia i 65 km a l'oest de la frontera amb Egipte. El gran mar de sorra del desert del Sàhara es troba al sud, i la ciutat es troba a l'extrem oest de les maresmes de sal que pugen fins a la frontera egípcia. Giarabub és el més occidental d'una línia d'oasis a la vora del Sàhara a Egipte. El 1940, era el lloc fronterer italià més al sud al llarg de la frontera amb Egipte. Giarabub havia estat guarnicionat pels italians des de 1925, després de ser cedit a Líbia des d'Egipte pels britànics. L'any 1940, la guarnició, comandada pel major Salvatore Castagna, estava formada per 1.350 soldats italians i 750 libis, en quatre companyies de guàrdies fronterers, cinc d'infanteria líbia, un pelotó d'enginyers libis, una companyia d'artilleria, un hospital de campanya i una secció de subministraments. Els barrancs i els reentrants de l'oasi havien estat atrinxerats i s'havien disposat filferro de pues al voltant del poble. Giarabub es trobava al final d'una llarga línia de subministrament, empitjorada per la manca de vehicles. L'exèrcit italià no tenia la mobilitat necessària per mantenir els llocs avançats i només podia lliurar una petita quantitat de subministraments per aire.

### 6è Regiment de cavalleria divisional australià
El 2 de desembre de 1940, l'Esquadró B del 6è Regiment de cavalleria divisional australià (6th ADCR) de la 6a Divisió australiana, Segona Força Imperial Australiana, va ser enviat per la Força del Desert Occidental (WDF) a l'oasi de Siwa a Egipte, a uns 65 km a l'est de Giarabub, per rellevar una força britànica que hi havia estat des del setembre. L'11 de desembre, després d'una setmana de patrulles, l'esquadró B va fer una incursió a Garn-el-Grein, a 65 km. al nord de Giarabub. El 14 de desembre, l'Esquadró B va emboscar i va destruir un comboi prop del Fort Maddalena. Els australians van patrullar per reconèixer i aïllar Giarabub, preparant-se per a un atac.

## El setge
El 20 de desembre, l'esquadró C va dur a terme un reconeixement en secret de les defenses exteriors de Giarabub. El 24 de desembre, part de l'esquadró B va atacar i capturar un lloc avançat a Ain Melfa, a l'extrem est de les maresmes de sal de Giarabub i el va utilitzar com a lloc avançat. Amb la captura d'El Qaseibieya, ben a la franja sud-oest dels plans de sal, els australians van dominar l'extrem oest de la zona. El 25 de desembre, un reconeixement en força per part de l'esquadró C es va enfrontar amb foc d'artilleria i atacs aeris. El 8 de gener de 1941, un comboi de socors va ser destruït per la Royal Air Force (RAF) prop de Giarabub. Aquest va ser l'últim intent italià d'abastir l'oasi per terra, després de la derrota del 10è Exèrcit a l'Operació Compass i la seva retirada de Cirenaica.
La Regia Aeronautica (Reial Força Aèria Italiana) va fer diversos intents d'abastir l'oasi per aire però el 4 de gener, quatre canons de camp de 25 lliures van arribar a Siwa; el 9 de gener, els canons van bombardejar la pista d'aterratge italiana de Giarabub, danyant un avió de transport i silenciant dos canons de camp. Els llançaments de subministraments van ser insuficients per alimentar la guarnició. Les tropes líbies van començar a abandonar els seus llocs i a finals de febrer, 620 havien estat capturats; les tropes regulars italianes aguantaven. La 6th ADCR havia assetjat els defensors de l'oasi però no tenia prou forces per atacar la posició. La RAF va establir un terreny d'aterratge avançat més enllà de Siwa, però la manca d'avions el va fer redundant. Els subministrament italians llençats en paracaigudes van continuar, però les racions per a la guarnició es van reduir dràsticament.
Preparacions ofensives britàniques
Els britànics amb l'Operació Compass van reforçar Siwa amb el 2/9è Batalló d'Infanteria Australiana (2/9th Australian Infantry Battalion) i una bateria d'artilleria del 4t Regiment, Artilleria Reial a Cavall. (Royal Horse Artillery (4th RHA)) Els australians van reconèixer les defenses de Giarabub els dies 12 i 16 de març, trobant una pista a través dels plans de sal del sud i un buit a la frontera de filat prou gran per als vehicles.

### L'atac
El 21 de març a les 05:15, la infanteria del 2/9th AIB va travessar la frontera de filat al sud de l'oasi per les maresmes de sal i aprofitant una tempesta de sorra va atacar les posicions italianes que estaven sota bombardeig artiller. Mentrestant, la cavalleria del 6th ADCR feia un atac de distracció al nord i capturava la pista d'aterratge. La resistència italiana va ser forta en un primer moment però al cap d'una hora el reducte defensiu del sud havia caigut en mans australianes. A les 9:00, la cavalleria es trobava al nord de la població. La companyia D va avançar per la zona de conreu al nord-est del reducte cap a la ciutat, però un camp de mines, detectat abans per una tripulació de la RAF, va trigar molt a netejar-se. A les 11:25 del matí, el 2/9è Batalló va avançar a la ciutat i va trobar la mesquita intacta. Al migdia els australians havien entrat al fort i van acabar el setge. Després de només dos dies, els australians es van retirar de Giarabub, a causa de l'avanç italoalemany a El Agheila.

## Conseqüències

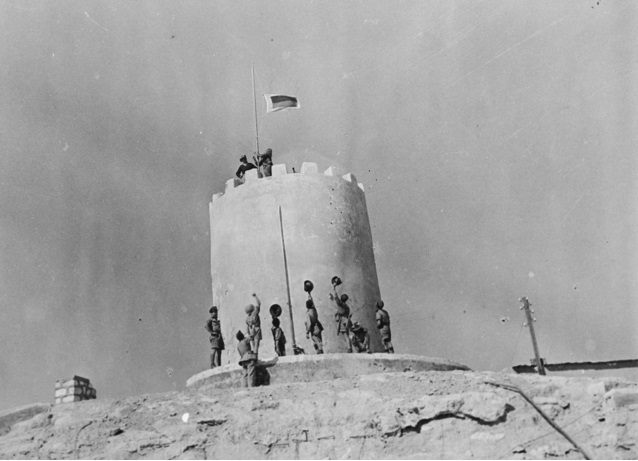
Soldats australians del 2/9è Batalló hissen una bandera amb la insígnia de colors de la unitat sobre el fort de Giarabub.

El 17 de març, Erwin Rommel havia felicitat la guarnició per la seva defensa i va prometre que serien rellevats i el 24 de març, les forces italoalemanes van ocupar El Agheila. La resistència de les tropes italianes va ser molt celebrada pel règim feixista per mitigar el desastre del 10è Exèrcit a Cirenaica fins al punt de fer-ne una pel·lícula. Les forces italianes i de la Commonwealth havien lluitat durant tres mesos a la vora del Sàhara, suportant grans variacions de temperatura, tempestes de sorra, i els defensors patien escassetat d'aigua i aliments. Les diferències en la qualitat tècnica, el lideratge, la formació i el subministrament havien posat els italians en un desavantatge permanent davant els assetjadors. Els australians es van retirar de l'oasi l'endemà, just abans de l'Operació Sonnenblume (24 de març - 9 d'abril), una contraofensiva italo-alemanya, que va recuperar Cirenaica. Els combats van ser a la franja de la costa, per tant, Giarabub va perdre la seva importància tàctica i es va convertir en un lloc de subministrament d'aigua, recuperat pels britànics, amb el temps s'utilitza com a lloc d'aterratge temporal per a la Força Aèria del Desert.